# Phillipe Iziack
Phillipe Iziack (ur. 13 maja 1982 w Kotonu) – beniński piłkarz występujący na pozycji pomocnika.
W reprezentacji Beninu zadebiutował 30 sierpnia 1996 w zremisowanym 0:0 meczu el. do PNA 1998 z Mauretanią. W latach 1996–2000 w drużynie narodowej rozegrał 10 spotkań.